# Novokantakuzivka, Domanivka
Novokantakuzivka (în ucraineană Новокантакузівка) este un sat în comuna Kozubivka din raionul Domanivka, regiunea Mîkolaiiv, Ucraina.

## Demografie
Componența lingvistică a localității Novokantakuzivka
     Ucraineană (78,41%)
     Română (16,3%)
     Rusă (3,96%)
Conform recensământului din 2001, majoritatea populației localității Novokantakuzivka era vorbitoare de ucraineană (78,41%), existând în minoritate și vorbitori de română (16,3%) și rusă (3,96%).